# Zeitschrift für Ästhetik und Allgemeine Kunstwissenschaft
 (mars 2025).
La Zeitschrift für Ästhetik und Allgemeine Kunstwissenschaft (ZÄK) est une revue scientifique fondée en 1906 par Max Dessoir. La revue a été initialement publiée par Ferdinand Enke et a été dirigé par Dessoir jusqu'au volume 37 (1943). Dans la période d'après-guerre, la revue dirigée ensuite par Heinrich Lützeler a continué sous forme d'annuaire à partir de 1951 et a été publié de 1951 à 1965 sous le titre "Annuaire d'esthétique et d'études artistiques générales" (Jahrbuch für Ästhetik und Allgemeine Kunstwissenschaft). À partir du volume 11 de la nouvelle série (1966), la revue, désormais publiée par Bouvier Verlag à Bonn, paraît en deux volumes semestriels et reprend son nom d'origine. Depuis 2000, la revue est éditée par le  Felix Meiner Verlag à Hambourg. La direction de la revue fut assurée par Maria Moog-Grünewald, Université de Tübingen et Josef Früchtl jusqu'à l'année 2015. À partir de 2016 , Philipp Theisohn prend la relève pour Maria Moog-Grünewald. Reinold Schmücker est co-éditeur depuis 2023.
Le ZÄK contient les catégories suivantes :
1. Articles
2. Divers
3. Critiques de livre

Les contributions sont publiées de préférence en allemand, mais également en anglais ou en français. Les discussions de la revue sont élargies et approfondies à travers des numéros spéciaux thématiques qui paraissent successivement.

## Liens
- Informations sur la revue et les copies numériques
- https://journals.openedition.org/trivium/3599?lang=de